# 徳大西菜社

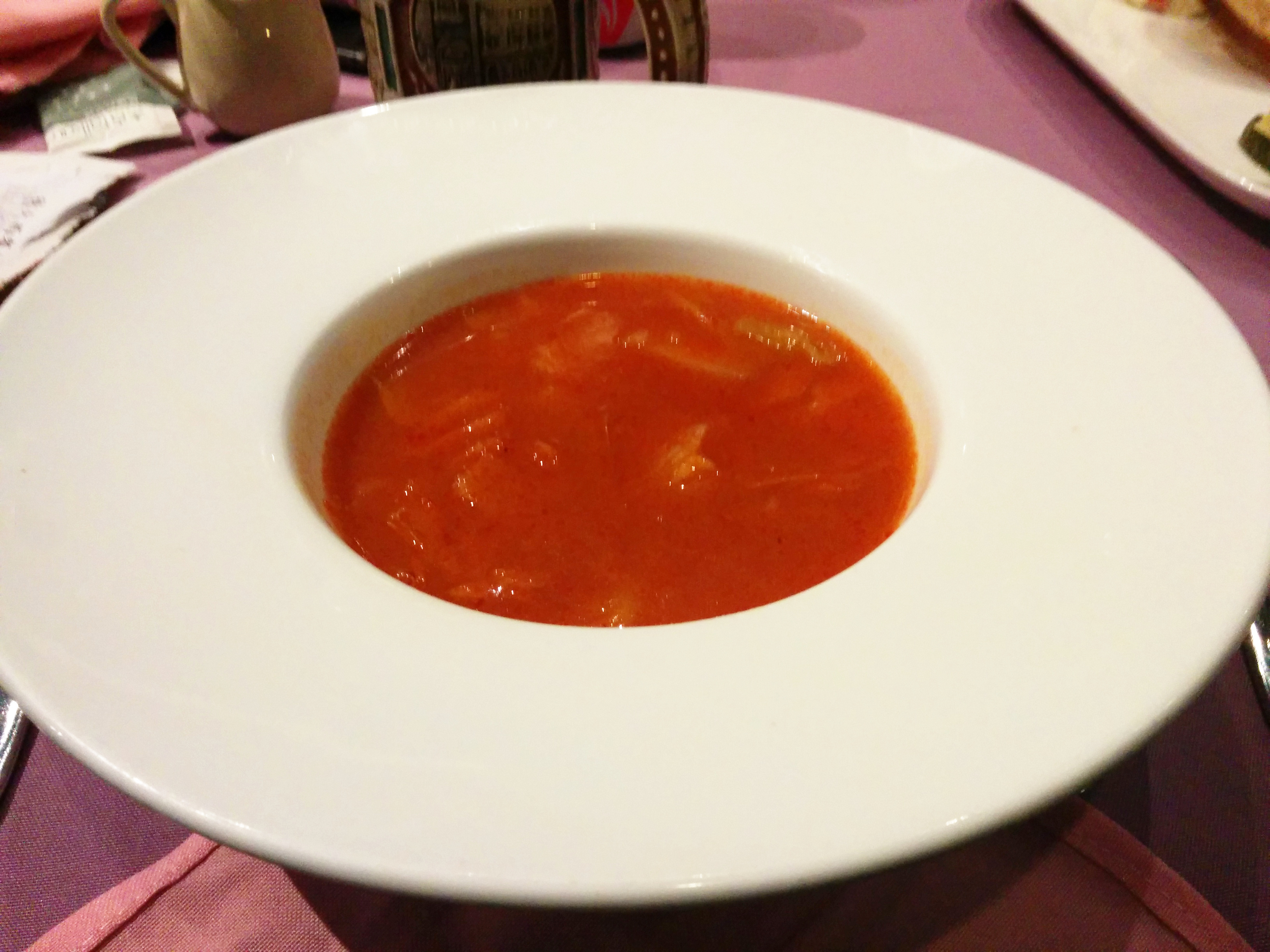
徳大西菜社のボルシチ

徳大西菜社（DeDa Western Restaurant）、旧名は徳大食堂（Cosmopolitan Cafe）、徳大飯店（Cosmopolitan Restaurant）、は上海市の老舗洋食レストランである。1897年に虹口区塘沽路にて開店したが、その前身は1887年に遡ることができる。
現在は杏花楼傘下のレストランである。
徳大西菜社は上海の数少ない1949年以降も営業し続けていた洋食レストランだったが、それでも1960年代に営業の停止が余儀なくされた。1973年2月5日に営業を再開した。